# أحمد إتجوز منى (مسلسل)
أحمد إتجوز منى مسلسل مصري كوميدي يتناول حياة الزوجين حديثي الزواج والمشاكل التي قد تواجهما، أذيع أول جزء له في رمضان 2006م على قناة MBC 1 وكان يتكون من عشر حلقات، كل حلقة مدتها عشر دقائق وتحتوي على ستة مشاهد كل مشهد يحكي مشكلة بين الزوجين.

## فريق الكتابة والمؤلفون
- دينا أمين (رئيس فريق الكتابة)
- سالي فايز (مساعدة رئيس فريق الكتابة)
- عمر حمدي (مساعد رئيس فريق الكتابة)
- وائل حمدي
- عمرو سمير عاطف
- حازم ويفي
- محمد عبد الرحمن
- أشرف حمدي
- رشا السيد
- رفيق باسل
- وليد خيري
- عادل سلامة

1. ↑  مسلسل - ميني سيت كوم - أحمد أتجوز منى ج1 - 2007 طاقم العمل، فيديو، الإعلان، صور، النقد الفني، مواعيد العرض، مؤرشف من الأصل في 2024-12-03، اطلع عليه بتاريخ 2024-02-10